# Государственная премия Украины в области архитектуры
Государственная премия Украины в области архитектуры (укр. Державна премія України в галузі архітектури) — государственная награда Украины, учреждённая для награждения за создание выдающихся жилищно-гражданских и промышленных архитектурных комплексов, зданий и сооружений, работы в области градостроительства, ландшафтной архитектуры, обустраивания городов и посёлков, реставрации памятников архитектуры и градостроительства, научные труды по теории и истории архитектуры, имеющие важное значение для дальнейшего развития отечественной архитектуры и градостроительства и получили широкое общественное признание.

## История награды
- В УССР были учреждены Государственные премии Украинской ССР имени Т. Г. Шевченко в области литературы, журналистики, искусства и архитектуры (укр. Державні премії Української РСР імені Т.Г. Шевченка в галузі літератури, журналістики, мистецтва і архітектури).
- 12 апреля 1988 года — постановление ЦК Компартии Украины и Совета Министров УССР № 97 «Об учреждении Государственных премий Украинской ССР по архитектуре» (укр. Державних премій Української РСР по архітектурі).
- 31 октября 1996 года Указом Президента Украины № 1017/96 было постановлено Государственную премию Украины по архитектуре в дальнейшем именовать — Государственная премия Украины в области архитектуры (укр. Державна премія України в галузі архітектури); создать при Президенте Украины Комитет по Государственной премии Украины в области архитектуры; были утверждены персональный состав Комитета, Положение о Комитете, Положение о Государственной премии Украины в области архитектуры, описания Диплома и Почётного знака лауреата премии.
- 16 марта 2000 года Верховная Рада Украины приняла Закон «О государственных наградах Украины», которым была установлена государственная награда Украины — Государственная премия Украины в области архитектуры. Законом было предусмотрено, что его действие распространяется на правоотношения, связанные с награждением лиц, удостоенных Государственных премий Украинской ССР.
- 2 ноября 2004 года Указом Президента Украины № 1335/2004 были внесены изменения в Положение о премии и описание диплома; утверждено новое описание нагрудного знака премии.

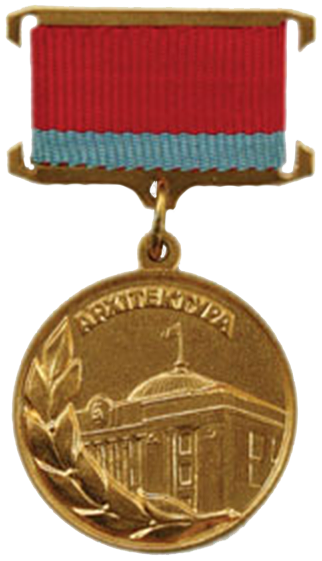
Нагрудный знак лауреата премии, вариант 1988 года
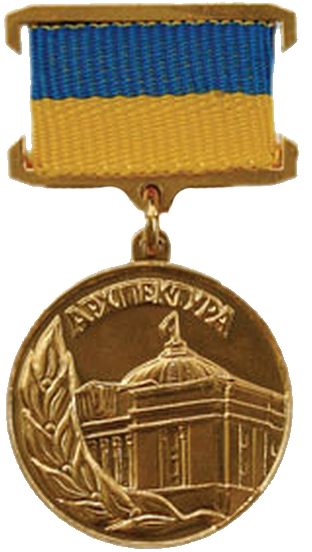
Нагрудный знак лауреата премии, вариант 1991 года

## Положение о премии
- На соискание Государственной премии могут выдвигаться произведения, завершённые (сданные в эксплуатацию или опубликованные) не менее чем за год до срока выдвижения.
- Ежегодно присуждаются пять Государственных премий. Размер Государственной премии устанавливается ежегодно Президентом Украины.
- Коллектив претендентов, который выдвигается на соискание Государственной премии, не может превышать 8 лиц. В его состав, кроме архитекторов, могут быть включены инженеры, художники или другие специалисты, чей творческий вклад был наибольшим.
- В коллектив претендентов, выдвигаемый на соискание Государственной премии, могут быть включены граждане иностранных государств, а также лица без гражданства.
- Не допускается включение в коллектив претендентов лиц, которые: исполняли административные, консультационные или организаторские функции по должности; удостоены за эту работу государственной награды; включены в текущем году в состав коллектива претендентов за другую работу, выдвинутую на соискание Государственной премии.
- За новые выдающиеся достижения лауреатам Государственной премии может быть повторно присуждена Государственная премия, но не ранее, чем через пять лет после предыдущей.
- Государственная премия может присуждаться, как исключение, посмертно.
- Произведения, выдвинутые на соискание Государственной премии, принимаются Комитетом по Государственной премии Украины в области архитектуры ежегодно до 1 ноября.
- Решение о присуждении Государственной премии принимается членами Комитета тайным голосованием и вступает в силу после его утверждения Президентом Украины. Указ Президента Украины о присуждении Государственной премии публикуется в газетах «Голос України», «Урядовий кур'єр» и других печатных средствах массовой информации ко Дню архитектуры Украины — 1 июля.
- Лицо, удостоенное Государственной премии, является лауреатом Государственной премии Украины в области архитектуры.
- Лауреату в торжественной обстановке вручаются Диплом лауреата Государственной премии Украины в области архитектуры, нагрудный знак к Государственной премии Украины в области архитектуры и миниатюра нагрудного знака.
- Денежная часть Государственной премии коллективу лауреатов делится между ними поровну.

## Описание нагрудного знака премии
Нагрудный знак к Государственной премии Украины в области архитектуры изготовляется из позолоченного томпака и имеет форму круглой медали диаметром 32 мм.
На лицевой стороне в центральной части медали в круге изображены фрагмент капители колонны и лавровая ветвь, над которыми по кругу надпись «Державна премія України в галузі архітектури». Медаль обрамлена бортиком. На обратной стороне нагрудного знака в верхней части размещено изображение малого Государственного Герба Украины, в нижней — отчеканен порядковый номер знака. Диплом и нагрудный знак к Государственной премии Украины в области архитектуры имеют один номер.
С помощью кольца с ушком медаль соединяется с фигурной колодкой, обтянутой шёлковой муаровой лентой с двумя равновеликими горизонтальными полосками синего и жёлтого цветов. Высота колодки — 23 мм, ширина — 28 мм. Размер ленты — 13×22 мм. На обратной стороне колодки — застёжка для прикрепления нагрудного знака к одежде.
Миниатюра нагрудного знака к Государственной премии Украины в области архитектуры изготовляется из позолоченного томпака и представляет собой уменьшенное изображение фрагмента капители колонны с лавровой ветвью. Размер миниатюры: 15×15 мм.
Нагрудный знак к Государственной премии Украины в области архитектуры или миниатюру нагрудного знака носят с правой стороны груди.